# Chinchiná (ort)
Chinchiná är en ort i Colombia.   Den ligger i departementet Caldas, i den centrala delen av landet, 170 km väster om huvudstaden Bogotá. Chinchiná ligger 1 382 meter över havet och antalet invånare är 68 512.
Terrängen runt Chinchiná är huvudsakligen kuperad, men åt sydost är den bergig. Runt Chinchiná är det ganska tätbefolkat, med 108 invånare per kvadratkilometer. Närmaste större samhälle är Manizales, 13,5 km nordost om Chinchiná. I omgivningarna runt Chinchiná växer i huvudsak städsegrön lövskog.